# Нерво, Уго
Уго Мартин Нерво (исп. Hugo Martín Nervo; родился 6 января 1991 года, Сан-Николас-де-лос-Арройос, Аргентина) — аргентинский футболист, защитник клуба «Атлас».

## Клубная карьера
Нерво — воспитанник клуба «Арсенал» из Саранди. 4 апреля 2009 года в матче против «Сан-Лоренсо» он дебютировал в аргентинской Примере. В 2012 году Нерво помог команде выиграть чемпионат, а через год завоевать Кубок Аргентины. 30 ноября 2013 года в поединке против «Бельграно» Уго забил свой первый гол за «Арсенал». В 2015 году Нерво помог клубу выйти в финал Южноамериканского кубка.
В начале 2015 году Уго на правах свободного агента подписал контракт с «Ураканом». 15 февраля в матче против «Унион Сант-Фе» он дебютировал за новую команду. В поединке против «Тигре» Нерво забил свой первый гол за «Уракан».
Летом 2018 года Уго перешёл в мексиканский «Сантос Лагуна».

## Международная карьера
В начале 2011 года Нерво в составе молодёжной сборной Аргентины принял участие в чемпионате Южной Америки в Перу. На турнире он сыграл в матчах против команд Венесуэлы, Чили, Бразилии, Эквадора, Перу и дважды Уругвая.
Летом того же года Нерво был вызван в молодёжную сборную Аргентины для участия в чемпионате мира среди молодёжных команд в Колумбии. На турнире он принял участие в матчахпротив сборных Англии, Мексики, Египта и Португалии.
В 2011 году Нерво в составе олимпийской сборной Аргентины стал серебряным призёром Панамериканских игр, проходивших в Гвадалахаре. На турнире он сыграл в матчах против команд Кубы и Мексики и сборной Уругвая.

## Достижения
Командные
 «Арсенал» (Саранди)
- Чемпионат Аргентины по футболу — Клаусура 2012
- Обладатель Кубка Аргентины — 2012/2013
- Обладатель Суперкубка Аргентины — 2012
- Финалист Южноамериканского кубка — 2015

 «Уракан»
- Обладатель Суперкубка Аргентины — 2014

Международные
 Аргентина (до 23 лет)
- Панамериканских игр — 2011